# Nupserha nigriceps
Nupserha nigriceps là một loài bọ cánh cứng trong họ Cerambycidae.